# 韮崎中央公園

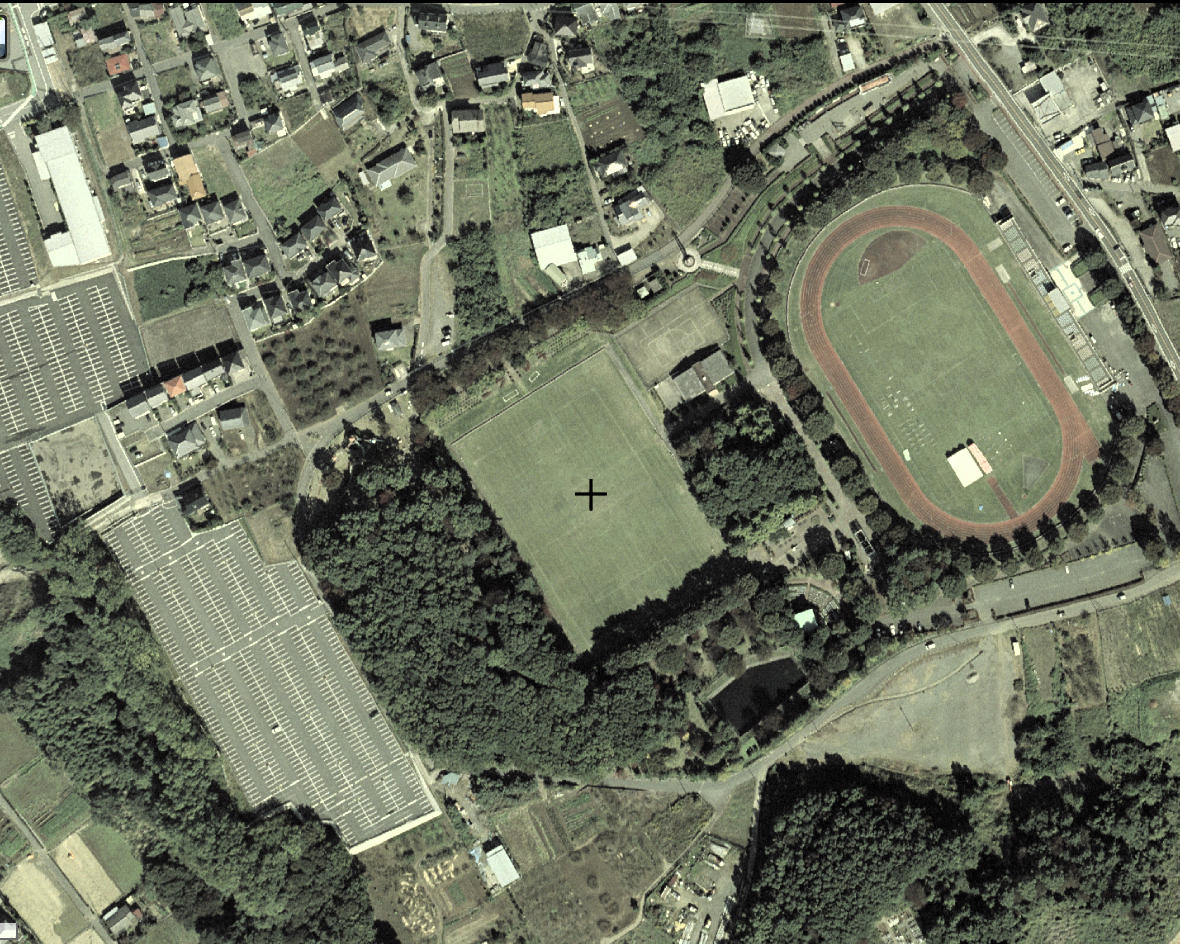
韮崎中央公園

韮崎中央公園（にらさきちゅうおうこうえん）は、山梨県韮崎市の七里岩にある公園施設。韮崎市が所有・運営管理を行っている。

## 概要
韮崎市は「サッカーの街」として知られており、市内にいくつものグラウンドが存在する。このうち競技場と芝生広場が同公園にあり、日本プロサッカーリーグ・ヴァンフォーレ甲府の練習場や山梨県社会人サッカーリーグ・韮崎アストロスの試合会場および練習場としても提供されている。
このほか、野外音楽堂や常設のミニ鉄道などがあり、市民の憩いの場として提供されている。

## 施設紹介
陸上競技場

芝生広場

野外音楽堂
ミニ鉄道
全長242ｍのミニSLに乗ることができる。但し運行期間は4月から10月までの休日（祝日含む）に限られている。
広場
各種遊具が備え付けられているほか、中央本線を走行していた蒸気機関車C12 5や身延線を走行していた電気機関車EF15 198、貨車数両が保存されている。このうちC12形蒸気機関車は甲府城公園に保存されていたが、甲府城復元工事に関連し2000年（平成12年）に再移転されたものである。

## アクセス
- 中央本線韮崎駅下車、車で約5分または徒歩で約30分。
韮崎駅から徒歩で向かう場合は登り坂が続くため、中央本線新府駅で下車すれば下り坂が続くので楽に行くことができる。ただし、韮崎駅は特急停車駅であるのに対し、新府駅は各駅停車のみであるため、注意が必要。
- 中央自動車道韮崎インターチェンジを降りて約10分。
韮崎駅を南下し、そこから山梨県道17号（通称：七里岩ライン）を長野方面に進むと韮崎中央公園に行くことができる。以前は青坂ループが存在し、道幅が狭かったことから大型車は通行できず迂回する必要があったが、2012年4月に「青坂バイパス」が開通したことで大型車も同様のルートで行くことができるようになった（同時に青坂ループは廃道）。